# Giro d’Italia 1923

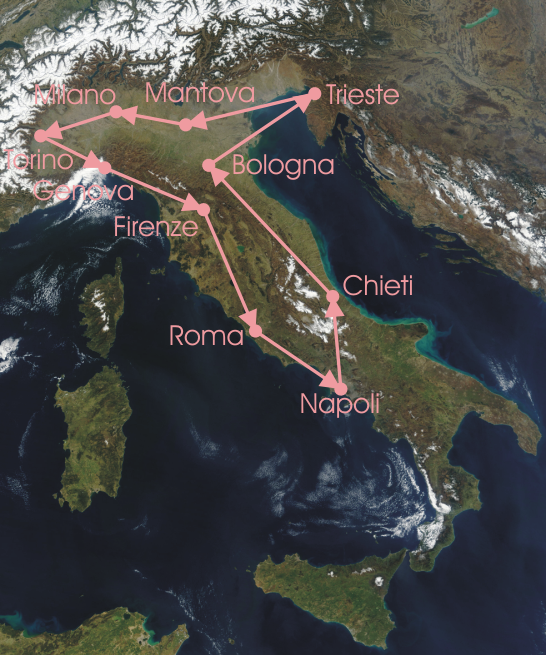
Streckenverlauf des Giro

Der 11. Giro d’Italia fand vom 23. Mai bis 10. Juni 1923 statt. 
Das Radrennen bestand aus 10 Etappen mit einer Gesamtlänge von 3.202 Kilometern. 1923 wurde erstmals die Einfahrt ins Ziel von Kameras erfasst. Von 97 Teilnehmern erreichten 38 das Ziel. Costante Girardengo errang den Giro-Sieg vor Giovanni Brunero. 

## Etappen
| Etappen    | Start – Ziel     | km  | Etappensieger       | Gesamterster        |
| ---------- | ---------------- | --- | ------------------- | ------------------- |
| 1. Etappe  | Mailand – Turin  | 328 | Costante Girardengo | Costante Girardengo |
| 2. Etappe  | Turin – Genua    | 312 | Bartolomeo Aymo     | Bartolomeo Aymo     |
| 3. Etappe  | Genua – Florenz  | 265 | Costante Girardengo | Bartolomeo Aymo     |
| 4. Etappe  | Florenz – Rom    | 288 | Costante Girardengo | Bartolomeo Aymo     |
| 5. Etappe  | Rom – Neapel     | 281 | Costante Girardengo | Bartolomeo Aymo     |
| 6. Etappe  | Neapel – Chieti  | 283 | Costante Girardengo | Costante Girardengo |
| 7. Etappe  | Chieti – Bologna | 383 | Costante Girardengo | Costante Girardengo |
| 8. Etappe  | Bologna – Triest | 362 | Costante Girardengo | Costante Girardengo |
| 9. Etappe  | Triest – Mantua  | 357 | Alfredo Sivocci     | Costante Girardengo |
| 10. Etappe | Mantua – Mailand | 341 | Costante Girardengo | Costante Girardengo |